# Dybgang
Dybgang er i skibsterminologi betegnelsen for afstanden fra vandlinjen til underkanten af skibets køl.